# Länsväg 177
Länsväg 177  är en primär länsväg och går mellan Årjäng och Åmotfors i Värmland. Längd 55 km. Vägen passerar dessutom orterna Koppom, Flogned och Skarbol. Mellan E18 vid Årjäng och Vännacka vägskäl har länsväg 177 gemensam sträckning med länsväg 172. 
Länsväg 177 passerar genom jordbruksbygder på delen mellan länsväg 172 vid Vännacka vägskäl och Koppom. Mellan Koppom och Åmotfors är dock skogsbygden huvudsakligen dominerande.

## Anslutningar
- Länsväg 172
- Riksväg 61
- Europaväg 18

Väg 177 korsar inte någon järnväg, men går längs Värmlandsbanan i Åmotfors. Före 1989 korsade denna väg Dal-Västra Värmlands Järnväg men vägen hette då inte 177.

## Historia
Vägen fick nummer 177 på 1990-talet. Mellan 1962 och 1985 gick länsväg 172 på denna sträcka,  och under några år efter 1985 var nuvarande länsväg 177 mellan Åmotfors och Vännacka vägskäl vid länsväg 172 sekundär, ej nummerskyltad länsväg.

## Alternativa vägar
För den som ska mellan Årjäng (eller Bengtsfors) mot Norge, fördras ofta vägarna S 631 och S 633 via Adolfsfors-Köla, vilket är 9 kilometer kortare och man passerar ingen tätort.